# Mesca Corona
Mesca Corona est une corona, formation géologique en forme de couronne, située sur la planète Vénus par 27° N et 342,6° E. Elle est localisée dans le quadrangle de Sedna Planitia. Elle a été nommée en référence à Mesca, déesse irlandaise de la fertilité. 

## Géographie et géologie
Mesca Corona couvre une surface circulaire d'environ 190 km de diamètre. 